# Parakanchia opaca
Parakanchia opaca är en fjärilsart som beskrevs av Collenette 1955. Parakanchia opaca ingår i släktet Parakanchia och familjen tofsspinnare. Inga underarter finns listade i Catalogue of Life.